# Баєсів інформаційний критерій
У статистиці, ба́єсів інформаці́йний крите́рій (БІК, англ. bayesian information criterion, BIC), або крите́рій Шва́рца (англ. Schwarz criterion, також англ. SBC, SBIC) — статистичний критерій для обирання моделі серед скінченної множини моделей; найприйнятнішою є модель із найнижчим БІК. Він ґрунтується, зокрема, на функції правдоподібності, і тісно пов'язаний з інформаційним критерієм Акаіке (ІКА).
При допасовуванні моделей можливо підвищувати правдоподібність шляхом додавання параметрів, але це може призводити до перенавчання. Як БІК, так і ІКА намагаються розв'язувати цю проблему введенням члена штрафу для числа параметрів у моделі; член штрафу в БІК є більшим, ніж в ІКА.
БІК було розроблено Ґідеоном Шварцем, і опубліковано в праці 1978 року, в якій він навів баєсове обґрунтування його застосування.

## Визначення
БІК формально визначається як
{\displaystyle \mathrm {BIC} ={\ln(n)k-2\ln({\hat {L}})}.\ }
де
- {\displaystyle {\hat {L}}} = максимізоване значення функції правдоподібності моделі {\displaystyle M}, тобто, {\displaystyle {\hat {L}}=p(x|{\hat {\theta }},M)}, де {\displaystyle {\hat {\theta }}} є значеннями параметрів, які максимізують функцію правдоподібності;
- {\displaystyle x} = спостережувані дані;
- {\displaystyle n} = число точок даних в {\displaystyle x}, число спостережень, або, рівнозначно, розмір вибірки;
- {\displaystyle k} = число вільних параметрів, які належить оцінити. Якщо модель, що розглядають, є лінійною регресією, то {\displaystyle k} є числом регресорів, включно з відтином;

БІК є асимптотичним результатом, виведеним за припущення, що розподіл даних належить до експоненційного сімейства. Тобто, інтеграл функції правдоподібності {\displaystyle p(x|\theta ,M)}, помножений на апріорний розподіл ймовірності {\displaystyle p(\theta |M)} над параметрами {\displaystyle \theta } моделі {\displaystyle M}, для незмінних спостережених даних {\displaystyle x} наближується як
{\displaystyle {-2\cdot \ln {p(x|M)}}\approx \mathrm {BIC} ={-2\cdot \ln {\hat {L}}+k\cdot (\ln(n)-\ln(2\pi ))}.\ }
Для великих {\displaystyle n} це може бути наближено наведеною вище формулою. БІК використовують в задачах обирання моделі, що в них додавання сталої до БІК не змінює результату.

## Властивості
- Він не залежить від апріорного, або апріорне є «невизначеним» (сталою).
- Він може вимірювати ефективність параметризованої моделі в термінах передбачування даних.
- Він штрафує складність моделі, де складність позначає кількість параметрів моделі.
- Він наближено дорівнює критерієві мінімальної довжини опису, але з протилежним знаком.
- Його можна застосовувати для обирання числа кластерів відповідно до внутрішньої складності, присутньої в певному наборі даних.
- Він тісно пов'язаний з іншими критеріями штрафованої правдоподібності, такими як RIC[прояснити: ком.] та інформаційний критерій Акаіке.

## Обмеження
Критерій БІК страждає на два головні обмеження
1. наведене вище наближення чинне лише для розміру вибірки {\displaystyle n}, який є набагато більшим за число параметрів моделі {\displaystyle k}.
2. БІК не може обробляти складні зібрання моделей, як у задачі обирання змінних (або обирання ознак) за високої розмірності.[3]

## Гаусів особливий випадок
За припущення, що похибки або збурення моделі є незалежними та однаково розподіленими згідно нормального розподілу, і граничної умови, що похідна логарифмічної правдоподібності щодо істинної дисперсії є нульовою, це перетворюється (з точністю до адитивної сталої, яка залежить від n, але не від моделі) на
{\displaystyle \mathrm {BIC} =n\cdot \ln({\widehat {\sigma _{e}^{2}}})+k\cdot \ln(n)\ }
де {\displaystyle {\widehat {\sigma _{e}^{2}}}} є дисперсією похибки. Дисперсію похибки в цьому випадку визначають як
{\displaystyle {\widehat {\sigma _{e}^{2}}}={\frac {1}{n}}\sum _{i=1}^{n}(x_{i}-{\hat {x_{i}}})^{2}}
що є зсунутою оцінкою істинної дисперсії.
В термінах залишкової суми квадратів БІК є
{\displaystyle \mathrm {BIC} =n\cdot \ln(RSS/n)+k\cdot \ln(n)\ }
При перевірці декількох лінійних моделей відносно насиченої моделі БІК може бути переписано в термінах девіантності {\displaystyle \chi ^{2}} як
{\displaystyle \mathrm {BIC} =\chi ^{2}+k\cdot \ln(n)}
де {\displaystyle k} є числом параметрів моделі в перевірці.
При обиранні з декількох моделей найприйнятнішою є модель із найнижчим БІК. БІК є висхідною функцією дисперсії похибки {\displaystyle \sigma _{e}^{2}}, і висхідною функцією k. Тобто, незрозуміла дисперсія в залежній змінній та число описових змінних збільшують значення БІК. Отже, нижчий БІК означає або меншу кількість описових змінних, або кращу допасованість, або обидві. Силу свідчення проти моделі з вищим БІК може бути узагальнено наступним чином:
| ΔБІК    | Свідчення проти вищого БІК            |
| ------- | ------------------------------------- |
| 0 to 2  | Не варте більше ніж просто згадування |
| 2 to 6  | Позитивне                             |
| 6 to 10 | Сильне                                |
| >10     | Дуже сильне                           |

БІК зазвичай штрафує вільні параметри сильніше за Інформаційний критерій Акаіке, хоча це залежить від розміру n і відносної величини n і k.
Важливо мати на увазі, що БІК можна застосовувати для порівняння оцінюваних моделей лише якщо числові значення залежної змінної є однаковими для всіх порівнюваних оцінок. Порівнюваним моделям не потрібно бути вкладеними, на відміну від випадку, коли моделі порівнюють із застосуванням критерію Фішера або перевірки співвідношенням правдоподібностей.